# Oppius
| \| \| |
| Localisation de l'Oppius, sommet de l'Esquilin, sur une carte topographique simplifiée de la ville de Rome antique avec, à titre indicatif, les empreintes des principaux monuments et les tracés des murs servien et aurélien. |
| |

L'Oppius (en latin : Oppius Mons, en italien : Colle Oppio) est une élévation d'une des sept collines de Rome, l'Esquilin.

## Description
L'Oppius est le sommet le plus méridional de l'Esquilin. Il forme avec le Cispius un plateau compris à l'intérieur de la ligne du mur de Servius Tullius. Les pentes occidentales de ce sommet faisant face à la Velia sont baptisées Carinae. Il pourrait s'agir des vestiges d'une section du mur archaïque qui entourait la zone d'habitats s'étendant sur le Palatin et la Velia (murus terreus Carinarum),. Au nord, l'Oppius est séparé du Cispius par la dépression de Subure que suit le Clivus Suburanus. Au sud, l'Oppius est séparé du Caelius par la vallée du Colisée. Lors des festivités du Septimontium, le Fagutal est distingué de l'Oppius qui semble alors désigner toute la pointe méridionale de l'Esquilin, excepté son extrémité occidentale.
La colline est située actuellement dans le rione de Monti.

## Origine du nom
D'après Varron, la colline tire son nom de celui d'Opiter Oppius, un général de Tusculum envoyé à Rome pour protéger la ville pendant que Tullus Hostilius met le siège devant Véies avec le gros de l'armée romaine. Oppius devient par la suite le nomen d'une gens romaine plébéienne. La colline porte le nom d'Oppius jusqu'à la fin de la République mais n'est plus désignée sous ce nom par la suite.

## Histoire
L'Oppius est occupée par un village depuis le début de l'âge du fer, à partir du IXe siècle av. J.-C. Il s'agit peut-être d'une extension des zones d'habitat du Quirinal, du Viminal et du Capitole attribuées aux Sabins de Titus Tatius.

## Monuments
Durant la République, la colline se couvre d'une zone résidentielle située en périphérie du quartier dense et populeux de Subure. Une bonne partie de la colline semble être occupée à la fin du Ier siècle av. J.-C. par une grande demeure appartenant à l'affranchi Vedius Pollion. Ce dernier lègue sa propriété à Auguste qui la fait démanteler pour construire le portique de Livie. À la fin du Ier siècle, Titus fait construire des thermes sur les pentes de l'Oppius descendant vers la vallée du Colisée. Un demi-siècle plus tard, Trajan fait également construire des thermes impériaux, mais dans des dimensions beaucoup plus grandes, qui occupent une grande partie de la colline.

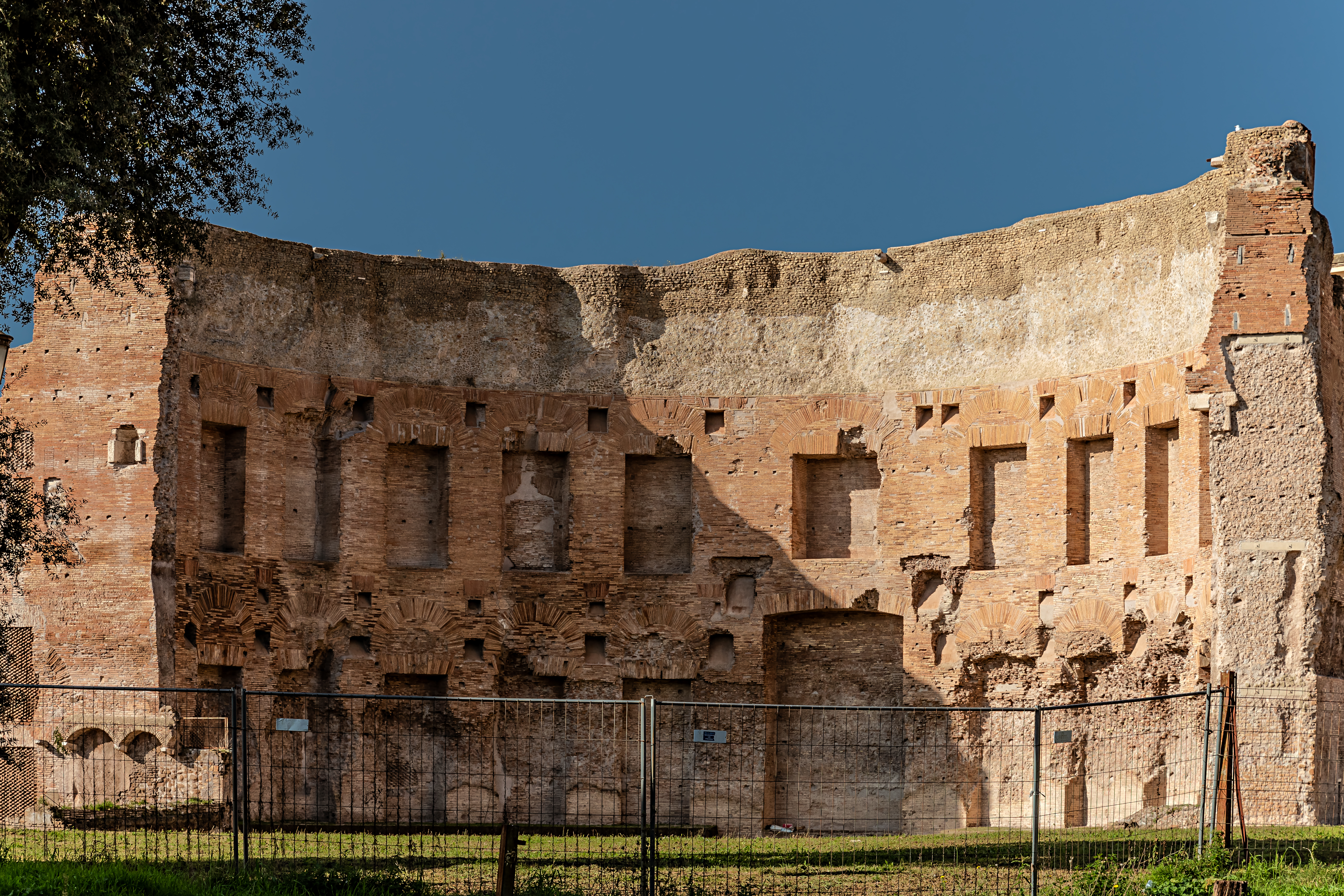
Vestiges d'une exèdre abritant la bibliothèque des thermes de Trajan.
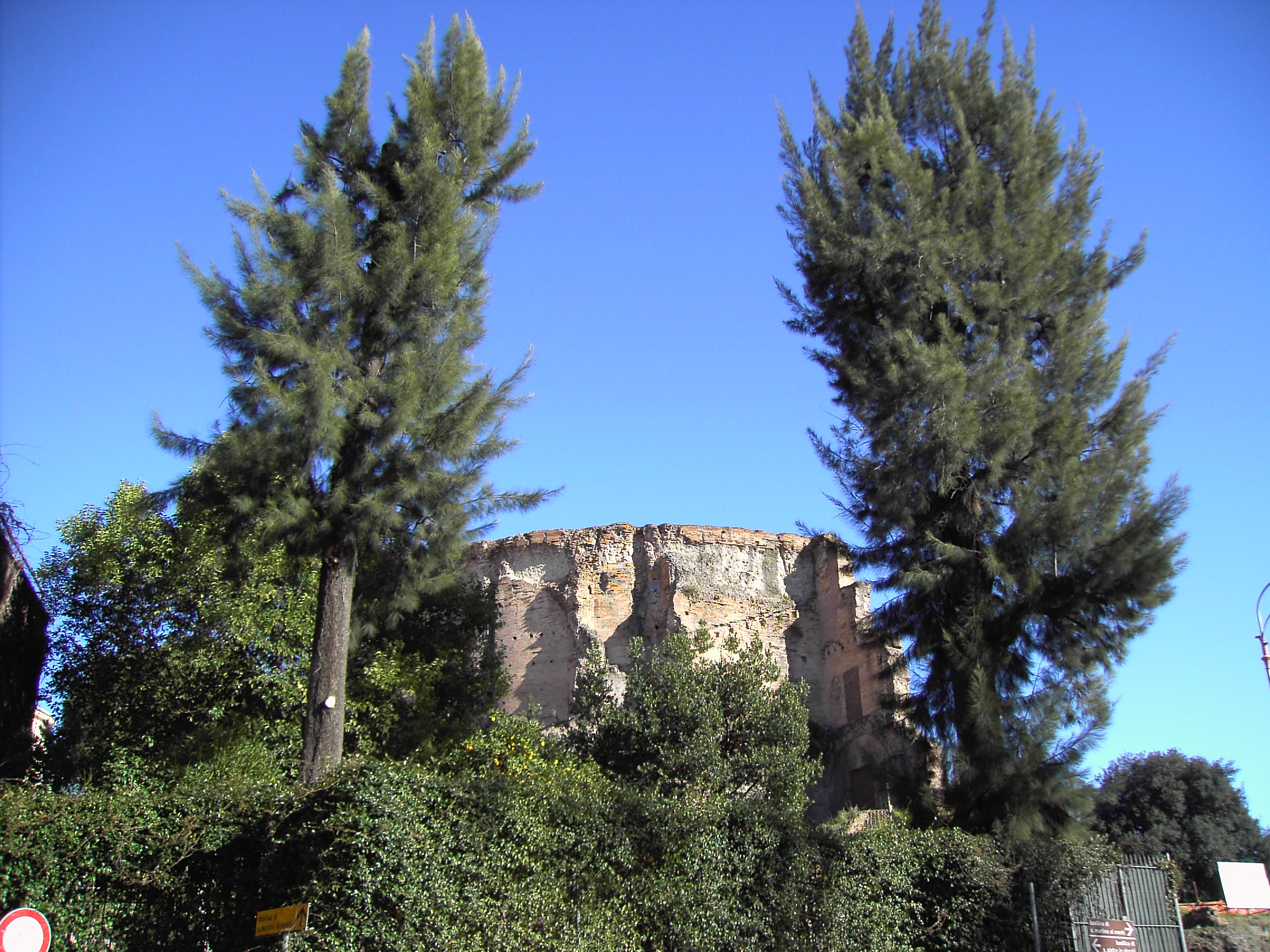
La même exèdre vue depuis la Viale del Monte Oppio.